# Капитињано (Терни)
Капитињано је насеље у Италији у округу Терни, региону Умбрија.
Према процени из 2011. у насељу је живело 20 становника. Насеље се налази на надморској висини од 239 м.